# Corus obscurus
Corus obscurus là một loài bọ cánh cứng trong họ Cerambycidae.